# Porwany za młodu (film 1960)
Porwany za młodu (ang. Kidnapped) – film przygodowy z 1960 roku. Adaptacja powieści Roberta Louisa Stevensona o tym samym tytule.

## Fabuła
17-letni David Balfour, po śmierci ojca, zgodnie z jego wolą, udaje się stryja, Ebenezera Balfoura. Stryj okazuje się odrażającym starcem, który na dodatek zdaje się czyhać na życie Davida. Kiedy nie udaje mu się zabić bratanka, zwabia go na statek piracki i sprzedaje kapitanowi Hoseasonowi, handlarzowi niewolników. Statek płynie do Ameryki. Po drodze na pokład trafia rozbitek, Alan Stewart, który proponuje kapitanowi hojne wynagrodzenie za dopłynięcie do Szkocji. Kapitan zamierza go podstępnie zamordować i obrabować. David postanawia ostrzec nieznajomego o niebezpieczeństwie.

## Obsada
- Peter Finch - Alan Breck Stewart
- James MacArthur - David Balfour
- Bernard Lee - kapitan Hoseason
- John Laurie - Ebenezer Balfour
- Niall MacGinnis - pan Shaun
- Finlay Currie - Cluny MacPherson
- Miles Malleson - pan Rankeillor
- Duncan Macrae - The Highlander
- Andrew Cruickshank - Colin Campbell
- Peter O’Toole - Robin MacGregor
- Alex Mackenzie - przewoźnik
- Oliver Johnston - pan Campbell
- Eileen Way - Jennet Clouston